# أماندا فولر
أماندا فولر (بالإنجليزية: Amanda Fuller)‏ مواليد 27 أغسطس 1984 في ساكرامنتو، الولايات المتحدة، هي ممثلة أمريكية بدأت مسيرتها الفنية عام 1993.

## وصلات خارجية
- الموقع الرسمي
- أماندا فولر على موقع IMDb (الإنجليزية)
- أماندا فولر على موقع ألو سيني (الفرنسية)
- أماندا فولر على موقع أول موفي (الإنجليزية)
- أماندا فولر على موقع قاعدة بيانات الفيلم (الإنجليزية)
- أماندا فولر على موقع كينوبويسك (الروسية)